# Oranje dikbekje
Het oranje dikbekje (Sporophila bouvreuil) is een zangvogel uit de familie Thraupidae (tangaren).

## Verspreiding en leefgebied
Deze soort telt 3 ondersoorten:
- S. b. bouvreuil: zuidelijk Suriname en oostelijk Brazilië.
- S. b. saturata: São Paulo (zuidoostelijk Brazilië).
- S. b. crypta: Rio de Janeiro (zuidoostelijk Brazilië).